# Askgrå tinamo
Askgrå tinamo (Crypturellus cinereus) är en fågel i familjen tinamoer inom ordningen tinamofåglar.

## Utseende och läte
Askgrå tinamo är en liten och mörk tinamo. Fjäderdräkten är helt enfärgat brungrå. Lätet består av en kort vissling som upprepas ungefär var fjärde sekund.

## Utbredning och systematik
Fågeln förekommer från sydöstra Colombia till Guyana, södra Venezuela, norra Bolivia och nordöstra Brasilien. Den behandlas som monotypisk, det vill säga att den inte delas in i några underarter.

## Levnadssätt
Askgrå tinamo förekommer i tropiska låglänta områden. Den hittas i undervegetation i regnskog, framför allt utmed rinnande vattendrag och i områden med tät växtlighet.

## Status och hot
Arten har ett stort utbredningsområde, men tros minska i antal, dock inte tillräckligt kraftigt för att den ska betraktas som hotad. Internationella naturvårdsunionen IUCN listar arten som livskraftig (LC).